# クレヨンしんちゃん 雲黒斎の野望
『クレヨンしんちゃん 雲黒斎の野望』（クレヨンしんちゃん うんこくさいのやぼう）は、1995年4月15日 に公開された『クレヨンしんちゃん』の劇場映画シリーズ3作目。上映時間は94分。興行収入は約14億円。

## 概要
『クレヨンしんちゃん』の劇場映画版シリーズ第3作目。タイトルは原作者の臼井儀人が直々に命名した。また、臼井が映画版の原作漫画を描いた最後の作品。
劇場版で時代劇モノは2023年現在、第10作目の『嵐を呼ぶ アッパレ!戦国大合戦』と本作のみである。前者は恋愛劇が主軸なのに対して、本作品はアクション主体のチャンバラ映画となっているため、同じ時代劇ではあるものの、毛色の全く異なる作品となっている。また、作品には作り手が時代劇に精通している描写も見られ、子供向け映画ながらセリフ回しも時代劇として本格的であり、物語の終盤では吹雪丸の刀が激闘の末に刃こぼれしているなどこだわりのある描写が見られる。
本作品は時代劇モノに止まらずSF的要素も多分に盛り込まれている。物語前半～中盤では戦国時代による剣や弓などでのアクションが中心だが、後半はSFロボット同士の戦いとなる。
本作の冒頭およびクライマックス（コントローラーのみ）では当時セガから発売されていたメガドライブが登場している（しんのすけによると「マサオ君から借りている」と証言しており、メガドライブそのものは持っていない）。
本作で使用された和風のBGMの数々は後に、地上波で放送された時代劇風の外伝、スペシャルの作品でも多用された。
「かすかべ書店」店長とベテラン店員・中村、カンタム・ロボのパイロットの山田ジョン、カンタムJr.が劇中に、オープニングのねんどアニメにひろしと、本作には全く関わらないボーちゃんが初登場した作品でもある。

## あらすじ
30世紀の未来のタイムパトロール隊員であるリング・スノーストームが、タイムマシンに乗って時空間をパトロールしていたところ、戦国時代に何らかの異変が生じていることを感知。調査に向かう彼女だったが突然、戦国時代より放たれた時空魚雷の強襲に遭ってしまう。なんとか攻撃を振り払うも不時着した場所は、作中で「現代」に当たる野原家の地中深くであった。
タイムマシンの故障により身動きも取れず、タイムパトロールと連絡も取れないリングは、地中から緊急非常用のマイクロマシンを使い、野原家のペット・シロの体を借りて野原家の3人とコンタクトを取る。戦国時代に何者かが干渉して異常を引き起こしている事、そしてこのままでは歴史が変わって現在の世界も無くなってしまう可能性を伝え、共にその原因と解明に向かうことを頼み込むとしんのすけはシロの頼みだと引き受け、ひろしとみさえもその意思を汲み取って協力を了承。野原一家3人は万能ジャージ（タイムスーツ）に着替えて緊急用の3人乗り球体型タイムマシン（使い捨て）に乗り込み、16世紀の戦国時代へとタイムスリップする。
一家が降り立ったのは、春日城の跡地。そこへ謎の忍者軍団が襲いかかるが、謎の少年剣士がこれを蹴散らす。その剣士・吹雪丸は春日城の跡取りであり、城は雲黒斎という悪党の手により攻め滅ぼされてしまったのだという。母を殺され、妹を連れ去られた吹雪丸は雲黒斎打倒を誓っており、一族に古くから伝わる「城が危機に陥ったとき、3人と1匹の勇士が現れ、危機を救う。」との言い伝えと、同じく古くから伝わる第七沈々丸という脇差を手に野原一家に協力を求める。自身の身にも危険が迫ったことで最初は拒絶の意を示そうとした一家も、忍者にみさえのバッグ（預金通帳・実印入り）を奪い去られてしまった事から協力せざるを得なくなってしまう。リングも雲黒斎こそが一連の異変の元凶と考え、一家は元の時代に帰るためにも雲黒斎打倒のために吹雪丸と共に雲黒城を目指すことに。
生きる時代の違いから何をするにしても温度差の否めない一家と吹雪丸だったが、旅を続けるうちに徐々に打ち解けていく。旅の途中、菜の花畑で小休止を取っていた一行に雲黒斎の刺客・またたび猫ノ進が襲い掛かる。猫ノ進が母の仇であることを知り、逆上した吹雪丸は我を失い危機に陥るも、しんのすけが着用していた万能ジャージに搭載されていた「お助け機能」によってゴキブリに変身。そのアシストを受けた吹雪丸は猫ノ進を倒す。しかしその直後、今度は同じく雲黒斎の部下であるダイアナお銀が現れ、みさえとひろしは彼女の不思議な力によってビー玉のような玉に姿を変えられてしまうのだった。
その夜、温泉宿で決戦前の休息を取ったしんのすけ、リング、吹雪丸だったが、そこでしんのすけは吹雪丸が実は女性であった事を知る。春日家は世継ぎとなる男児がいなかった為、やむなく長女の吹雪丸が男性として振る舞っていたのだと言う。以前、しんのすけが触ったタマタマらしきものは、みさえとひろし同様に玉に変えられた妹の雪乃であった。秘密を打ち明け、より親睦を深めた一行だったが、直後に雲黒斎の第二の刺客・フリードキン・珠死朗と黒子忍者の襲撃を受ける。「お助け機能」でカエルに変身したしんのすけの助力で黒子忍者を全滅させた吹雪丸だが、珠死朗の力を前に劣勢に立たされる。ところが、珠死朗の銃武器をしんのすけが暴発させたことで、直撃した珠死朗は川へと沈んでいった。
吹雪丸達は一気に雲黒城に突入し、襲い来る敵を蹴散らして天守閣へと乗り込んだ。雲黒斎を守る最後の刺客としてお銀が立ち塞がるが、その華奢な姿とは裏腹に刃物のような着物と、刀をも握り砕く怪力で吹雪丸を追い詰める。吹雪丸の髪を掴んだお銀は肌の匂いで性別に気付いて彼女に露骨な嫌悪感を向けるも、その瞬間、吹雪丸は第七沈々丸で自身の髪を切り落とし、「私は女ではない！」と叫びながらお銀を刺す。実はカラクリ人形であったお銀は醜悪な本性を現しつつ吹雪丸にガスを浴びせ、壊れた。しかし吹雪丸もガスによって麻痺してしまい、しんのすけに第七沈々丸を渡して後を託す。怯えながらも自身を奮い立たせ、しんのすけはリングと共に最上階に向かった。
雲黒斎の正体は「歴史トレンドクリエーター」を名乗る30世紀人・ヒエール・ジョコマンであり、リングが睨んだ通り歴史改変を目論む時間犯罪者であった。しんのすけは三度目の「お助け機能」によって長身の「大人しんちゃん」に変身。巨大な刀へと変形した第七沈々丸を手に最後の戦いに挑む。ヒエールは戦闘ロボット「血祭り君1号」に搭乗してしんのすけと激闘を繰り広げるが、やがてしんのすけが梁に刀を引っ掛けて身動きが取れなくなり、とどめを刺されそうになった瞬間に変身が切れる。そのまま落ちてきた刀の柄を眉間に食らったヒエールは激痛に泣き叫びながら城から転落していった。その後、しんのすけの前に未来からリング本人が現れ、麻痺が解けた吹雪丸も駆けつける。ヒエールが倒されたことでひろし、みさえ、雪乃も元の姿に戻れた。雪乃が実は男性であった事実にしんのすけとひろしが落胆しつつも、一行は城を脱出。野原一家は吹雪丸と雪乃に見送られ、リングの用意したタイムマシンで現代に帰っていった。歴史は修正され、史実通り春日城の城主となっていた吹雪丸は「長き夢」から目を覚ますのだった。
現代に戻った野原一家だったが、突如として周囲は一変し、戦国・江戸時代風の文化が蔓延した異様な世界へと姿を変える。実はヒエールは戦国時代では死んでおらず、再び歴史を改変していたのだった。日本大統領となったヒエールはテレビを通じて野原一家に賞金を掛け、窮地に立たされる一家だったが、未来から戻ってきたリングに救われ、元の世界を取り戻すべく一行はヒエールの居城である国会議事堂々へと向かう。ヒエールは一家を確実に殺すべく議事堂を雲黒城ロボへと変形させるが、リングは「時間犯罪防止帽子」を取り出し、しんのすけの精神と接続したタイムマシンはカンタムロボへと変形する。カンタムロボと雲黒城ロボ、二体の巨大ロボットが激しくぶつかり合うが、しんのすけが一気に勝負を決めるべく起動した必殺兵器「アクションビームガン」のコマンド入力にみさえとひろしが失敗し、その隙にカンタムロボには敵の砲弾が直撃してしまう。雲黒城ロボからとどめの一撃が放たれるも、二度目は入力に成功。アクションビームガンに貫かれた雲黒城ロボはヒエール諸共崩壊していった。
今度こそ歴史は元通りに修正され、野原一家が目を覚ますと、少し前に時間に戻ってきたらしく外では一家が戦国時代に旅立つところであった。過去の自分達を見送り、一家は騒がしい日常へと戻るのだった。

## 登場人物
春日吹雪丸（かすが ふぶきまる）
野原一家が戦国時代で出会った15歳の剣士。雲黒斎によって滅ぼされた春日城の忘れ形見である。雲黒斎に囚われたという妹を助けるために雲黒斎の城へ向かって旅をしている。
高位の身分という事もあり態度や言動には尊大さが目立つものの、正義感が強く勇敢な性格の持ち主。剣の腕前はかなりのものであり、国一番の駿馬である愛馬の「エンジ」に搭乗し雲黒城では多くの兵を打ち倒した。
当初、本人は男性（長男）を名乗っていたが、実際には女性（長女）であったことが物語中盤で判明する。彼女の「自身は男たらざるを得ない」という葛藤の描写などは物語の要所で窺える。
しんのすけが雲黒斎を倒したことで、雲黒斎による春日城の侵攻は歴史上なかったことになったため、春日城の城主となった。劇中での出来事を母には「長い夢を見ているようだった」と語っている。
なお、アニメ・漫画本編ではよしいうすとの原作本『少年忍者 吹雪丸』の主人公として登場しているが、うすとが妻のたえ子・編集者達・しんのすけの邪魔で原稿を落とすハプニングのせいにより、連載が休止ばかりしている。
「おもちゃウォーズ」では自我を持った玩具たちの中に彼女に酷似した人形がモブキャラクターとして登場する。
リング・スノーストーム
30世紀の時間管理局亜細亜支部タイムパトロール隊員。パトロール艇P23-27Xのパイロット。歴史改変などの時間犯罪の取り締まりにあたっている。パワーと防御力を倍増させるタイム・パトロールスーツと、通常の20倍の速度で動ける「ニャオンスーツ」という2種類のパワードスーツを持っている。
戦国時代に異常が発生したことに気付き、現場である戦国時代の春日部へ向かっていたが、その際に襲撃を受け野原家の地下に不時着。身動きが取れなくなってしまったため、シロの体を介して野原一家とコンタクトを取り、彼らにタイムスーツを託して戦国時代の異変を解決して欲しいと頼む。
戦国時代での決着後、現代世界でのヒエール・ジョコマンの侵略により絶体絶命の状況に瀕していた野原一家を救い、彼らを助けた後に一家と共にジョコマンの下へ乗り込む。野原一家と協力してジョコマンを倒した後は、野原一家に深い感謝の意を述べ、一家を元の時間帯に戻して未来へと帰っていった。この際本来の時間より早めの時間に戻してしまった為、野原一家は過去へ向かう際の自分達と危うくニアミスしている。
戦国時代ではシロを遠隔操作して一家と行動を共にしていたが、シロの体では助言以外の協力は出来ず、ひろしに「いいよな。安全な場所で指示だけ出してる奴は」と、しんのすけにも「何か言うだけでちっとも役に立たなかったお姉さん」と言われている。しかし戦国時代での決着以降は本来の姿で登場し、最後まで野原一家を助け続けた。
「リング・スノーストーム」は日本語に当てはめると「吹雪丸」となり、吹雪丸と顔を合わせた際にも彼女はリングに対して「他人とは思えない」と言っている。またゲーム『クレヨンしんちゃん 激アツ! おでんわ〜るど大コン乱!!』内のキャラクター図鑑では「実は吹雪丸の遠いしそんに当たる。」との記述がある。
最終決戦後の姿は色っぽいハイレグだったがギャグ性からパイナップルに変更された。
雲黒斎（うんこくさい）
戦国時代で春日城を滅ぼし、雲谷城を築城して新たな支配者として君臨する怪人物。野原一家と吹雪丸に対して手下の猫ノ進、珠死朗、お銀を刺客として向かわせる。
ヒエール・ジョコマン
雲黒斎の正体。確執的歴史マニアな30世紀の未来人で、時間軸移動や時の流れを自在に操作して歴史を改変する時間犯罪者。肩書きは「歴史（ヒストリー）トレンドクリエーター&文化人、世界四次元アートディレクター協会会員」。
雲黒斎と違い細目でかなり背が高く、手足も長い。緩い口調と回数の多いまばたきが特徴の飄々とした掴み所のない性格とは裏腹に、目的のためには他人の命や心情を踏みにじることも辞さない冷酷で卑劣なサディスト。自分好みの時代に作り変えるために吹雪丸の両親や家臣たちを死に追いやり、吹雪丸には母親に似せて作ったダイアナお銀と戦わせた。しんのすけとの戦いでは「暴力は嫌い」と言いつつ、「犬と子供をいじめるのは好きだったらどうする？」と嘯き、「すぐ終わっちゃつまらない」などと言い放ち、しんのすけの予想以上の強さを見て喜ぶなど終始楽しんで戦うほど好戦的でもある。
劇中では城に乗り込んできたしんのすけと対決。ロボット「血祭り君1号」を使ってしんのすけと戦い、タイムスーツの力で大人に変身したしんのすけに敗れ、春日城を奪還される。そのまま死亡したと思われたが、現代の世界に逃走しており、今度は「日本大統領」となって現代を乗っ取り、日本を戦国・江戸時代風の文化が蔓延した異様な世界に作り変えた。テレビを通してしんのすけ達に宣戦布告し、国営放送で「今日の法律」日本国憲法第2389条を発表し、しんのすけ達を20億万円（途中で死んだ場合は10億万円）の懸賞金で指名手配した。最終決戦では、今までの自分の行動を水泡に帰されない為に、リングとしんのすけ達に「邪魔する君達、殺しちゃう」と宣言し、雲黒城のロボットを駆り出して再戦するも、リングの力を借りてカンタムロボに乗り込んだ野原一家との戦いの末に、カンタムロボが発射したアクションビームガンにまたも敗北。最後は「GAME…OVER…、TIMEUP…」という捨て台詞を残し、撃破された雲黒城のロボット共々花火となった。
劇場版の敵キャラクターの中で野原家を追い詰めた敵の一人。「クレヨンウォーズ」ではバーの客として登場している。
又旅猫ノ進（またたびねこのしん）
雲黒斎もといヒエールの部下。素浪人風の出で立ちをした伊達男。酒を嗜み、女中を従えている。物静かながらも好戦的、人を斬る事を躊躇わない冷血漢である。居合いの達人で吹雪丸以上の腕を披露した。
実は吹雪丸の母親の仇であり、その事を吹雪丸に知らせ逆上を誘ったが、ゴキブリに変身したしんのすけの手を借りた吹雪丸により斬られ、菜の花畑の中に倒れた。
フリードキン・珠死朗（たましろう）
雲黒斎もといヒエールの部下。怪力の持ち主で、かなりの巨体を誇る武人。お銀と猫ノ進が吹雪丸達の刺客の座をかけて一触即発しそうになった時は宥めるなど幹部の仲介人的存在。
温泉に居た吹雪丸達を銃武器「千人殺し」で夜襲し、水蜘蛛を履かせた黒子忍者達を部下として従え襲わせたが、カエルに変身したしんのすけの協力もあり全て倒されてしまう。その後自ら吹雪丸と交戦し、刀を通さない屈強な鎧と怪力で優位に立つ。しかし、珠死朗が兵士に残した千人殺しをしんのすけにいじられ、その弾が背中に直撃し、川に没してしまった。
ダイアナお銀
雲黒斎もといヒエールの部下で紅一点。長身で色白の美しい女性。しんのすけ曰く「顔はいいけど性格悪そうなお姉さん」。相手を特殊な珠に封じ込める能力を持ち、着物が刃物のようになっていて、素早く振る事で何でも切り裂く事が出来る。実は人間ではなく、30世紀の技術で製作されたカラクリ人形である。
ヒエールに心酔しており、故に非常にヒステリックかつ嫉妬深い性格で、肌の臭いで女だと見破った吹雪丸に強烈な嫉妬心を見せた。最期は吹雪丸に腹を刺され正体を見せた後に断末魔の悪あがきで彼女にガスを浴びせ、一時的に麻痺状態にしつつ壊れた。
媒体によっては「ダイアンお銀」と紹介されている場合もある。
黒子忍者
一目の頭巾をかぶり、紫のカスタネット型の手裏剣を打つ。吹雪丸には簡単に倒されているが動きが素早く、現代の時代にしんのすけの家に現われリングのニャンオンスーツに敗れるも手裏剣を当てて、スーツを破壊した。
「クレヨンウォーズ」にも登場している。
春日雪乃（かすが　ゆきの）
雲黒斎もといヒエールに囚われた吹雪丸の妹。吹雪丸は攫われたと言っていたが、実はみさえとひろしと同様でお銀の力により玉に姿を変えられていた。吹雪丸は玉となった彼女を持ち歩いており、しんのすけに股間を触られた際にその玉が触れたことで睾丸がある（＝男性）と思われていた。
容姿、声ともに女性としか思えないが実は男性（弟）で、生まれつき自分を女性と思っている。それが原因で吹雪丸は男として養育された。恋愛対象も男性のようで、しんのすけが吹雪丸に振られた後に自分なら構わないと言っている。
エンジ
吹雪丸の愛馬。足自慢だが、挨拶をして頭を下げたしんのすけの頭に足をのせたり、挑発をしたしんのすけの団子を盗み食いするなどプライドが高い上に、自分が認めないものが乗ると全力で振り落とす気性の激しい生意気な馬。物語後半ではしんのすけを認め、背中に乗せる事を許し雲黒城の戦いでは自慢の足を使って城郭を突破する。天守閣の前でとうとうスタミナが尽きて倒れてしまうが、吹雪丸としんのすけの勝利に大きく貢献した。

### 漫画版の登場人物
春日吹雪丸（かすが ふぶきまる）
映画版と設定が全く異なっており、言動は女性的だがニューハーフの男性。しんのすけとひろしも女性だと思い込んでいた。映画と違って両親は殺されず大便の姿にされている。
時空の裂け目から戦国時代に落ちてきた野原一家と出会い、雲黒斎一味からウエストポーチを取り戻そうとする一家と行動を共にする。魔殺扇によって雲黒斎を倒した後は現代に帰る一家を見送るが、両親が元に戻っていなかったことから雲黒斎が生きていると察し、時空の裂け目を通って現代の野原一家のピンチに駆けつけた。しかし魔殺扇無しでは雲黒斎に太刀打ちできず、やられかけるもしんのすけの機転で雲黒斎に隙が生じた瞬間、裂け目に雲黒斎を突き落として倒した。その後はしんのすけが教えた「さよならバイバイいなりずし」を未来の別れの挨拶だと勘違いしたまま元の時代に帰って行った。
雲黒斎（うんこくさい）
かつて、吹雪丸の祖先が封印した邪悪なる者とされている。自身の名前を3文字目で切って呼ばれることを非常に嫌う。当たった人間を大便にしてしまう光線を放つ術を持つ。
吹雪丸不在の間に吹雪丸の両親を大便化し、雪乃を誘拐。決戦では吹雪丸による魔殺扇を受けながらも魔殺扇が痛んでいたために生存。時空の裂け目を通って、現代に渡り、野原家よりも早く現代の世界に到着。野原家周囲の人間を大便に変え、帰還した野原家を抹殺しようとする。追ってきた吹雪丸を圧倒するがしんのすけが持ってきたみさえのハリセンを魔殺扇だと勘違いして動揺した隙を突かれ、吹雪丸に裂け目に放り込まれた先で恐竜に遭遇。術を使うが人間しか大便に変えることが出来ない為、恐竜に食われてしまった。
又楽斎（またがくさい）
漫画版での雲黒斎の部下。逆立てた髪にサングラスという風貌。
剣術で吹雪丸を追い詰めるが雷が落ちる悪天候を利用した吹雪丸に渡された剣で落雷により感電して敗北。
羽鬼楽斎（わきがくさい）
漫画版での雲黒斎の部下。レディースのような格好をしている。みさえのウエストポーチを奪っている。
棒術でしんのすけとひろしと対決するが棒にしがみついたしんのすけにスキをとられている際に吹雪丸に得物の棒を三分割されてしまい退却。雲黒城での戦いでは雲黒斎がひろしにめがけて撃った術をひろしが鏡で跳ね返し、光線にあたってしまい、本人が絶対なりたくないと思っていた大便の、しかもビチグソになってしまった。
春日雪乃（かすが　ゆきの）
漫画版では本物の女性。髪結びを専用のハリセンにセットすることにより魔力を殺す扇「魔殺扇」となる。

## 登場メカなど
タイムマシン
作中では3機登場。1機目はリングが当初乗っていた一人乗りの機体で、鉄アレイに近い形をしている。時空魚雷によって20世紀の野原家の地下に不時着しており、リングはこのタイムマシンの中からシロを操っている。2機目は野原一家が戦国時代に向かう際に使用された球体型。こちらは緊急用の使い捨てであり、中は狭い上に暑苦しく乗り心地は非常に悪い。3機目は戦国時代でヒエールが倒された後にリングが乗ってきた機体。前面には分かりやすく「タイムマシン」と書かれている。中は野原一家が食事を取れるほど広く、時空間の移動のみならず通常の走行も可能。最終決戦では時間犯罪防止帽子によってカンタムロボへと変形した。吹雪丸には「面妖な馬」と表されている。
万能ジャージ
リングから野原一家に与えられたタイムスーツ。見た目は普通のジャージ（帽子付き）だが、襟を立てる事でその時代に合わせた衣装に変化する。着用者とサイズが合ってなくても変化の際に調整される。変化後の衣装は着用者に相応しいと判断されたものになるため、当人の希望に沿うとは限らない。緑と赤が存在し、しんのすけが来た赤のジャージは「タスケテケスタ」と唱えることで着用者を状況に応じた姿に変身させる「お助け機能」が搭載されており、三回まで使用可能。
ゴキブリ
しんのすけが一回目のお助け機能で変身した姿。本物のゴキブリ同様に非常に素早い移動が可能であり、吹雪丸を背中に乗せても全くスピードが落ちない。
カエル
しんのすけが二回目のお助け機能で変身した姿。最初はオタマジャクシの姿だが、すぐにカエルに成長する。高いジャンプ力と素早い動きが特徴だが、何故かしんのすけの顔はカエルの尻から出ており、しんのすけ本人は後ろ向きに飛び跳ねる形となる。
大人しんちゃん
しんのすけが三回目のお助け機能で変身した姿。長身の大人の姿であり、顔には「大」の字が書かれている。中身はしんのすけのままだが戦闘能力は極めて高く、第七沈々丸を軽々と使いこなしてヒエールをあと一歩まで追い詰めたものの、当人のドジで窮地に陥ってしまった。
第七沈々丸（だいななちんちんまる）
吹雪丸の一族に古くから伝わる脇差。然るべき時には真の姿である巨大な太刀へと変形し、戦闘ロボットを相手に斬り結んでも全く刃零れしないなど超常的な性質を持つ。ヒエールとの決戦に際して「大人しんちゃん」に振るわれた。戦いの後はリングによって回収されており、彼女の手で吹雪丸の先祖の元へと届けられることが語られるが、その正体やいつどこで作られたかについては語られない。また、吹雪丸の代まで伝わっていた「三人と一匹の勇士」の伝説も同時にリングが伝えている。
血祭り君1号
ヒエールが戦国時代でしんのすけと戦った時に使ったロボット。2本の腕はそれぞれ先端がフック状の大鎌とレイピア状の槍になっている。相手の情報を入力することでパワーアップすることも可能。
雲黒城ロボ
ヒエールが現代で使った、拠点である国会議事堂々（国会議事堂ではない）を変形させた超巨大ロボット。かなりの巨体だが、意外と小回りが利く。武器は両腕の鉄球と腹部の大砲で、大砲から「愛と誠ちゃん」と「罪と罰ちゃん」という砲弾を発射する。
時間犯罪防止帽子（じかんはんざいぼうしぼうし）
リングの所持する30世紀の道具。その時代の子供に被せる事で深層心理と接続し、その想像力を元にタイムマシンを超巨大ロボット兵器へとチェンジさせる。ひろしとみさえには「真面目な私達には付いていけないご都合主義」と言われたが、リングは「付いてこなくても時は勝手に進んでいる。今やるべき事をやればいい」と返している。収納している容器は横についているボタンを押すと光るが、道具を取り出した際の劇的効果を高めるだけで特に意味は無い。
カンタム・ロボ
リングのタイムマシンがしんのすけの深層心理と接続して変形した、巨大なカンタム・ロボ。外見は本物のカンタムそのままだが全てしんのすけの想像力で構成されているため、顔部分にはしんのすけの目が現れ、コクピットもみょうちきりんなデザインだったり、動力にネズミ、コンピューターにシロを組み込んでいたりとしんのすけの性格が随所に現れている。操作はゲームコントローラーを用い、格闘ゲームのようなコマンド入力で技を出す。作中では「ぶりぶりパンチ」「みさえパンチ」を繰り出したが有効打は与えられなかった。
アクションビームガン
しんのすけが考案したカンタム・ロボの最強兵器。発射にはしんのすけのみならず、みさえとひろしもコマンド入力を行わなければならず、一人でも失敗すると砲身から桜の木が飛び出すだけで不発に終わる。また、入力に成功するとアクション仮面の形をした凄まじい威力のエネルギー砲を放つものの、カンタム・ロボ自体もビームガンの一部として放たれ、おもちゃの山と化して行動不能に陥る一種の捨て身技となっている。コマンドは「ABBAAB右右左」で、しんのすけがアクション仮面のゲームで使用していたアクションビームと同じ。

## キャスト
- しんのすけ - 矢島晶子
- みさえ - ならはしみき
- ひろし - 藤原啓治
- シロ、風間くん - 真柴摩利
- ネネちゃん - 林玉緒
- マサオくん - 鈴木みえ（現・一龍斎貞友）
- ボーちゃん - 佐藤智恵
- よしなが先生 - 高田由美
- まつざか先生 - 富沢美智恵
- 園長先生、「カンタムロボ」ナレーション - 納谷六朗
- 団羅左ヱ門 - 茶風林
- 「かすかべ書店」店長 - 京田尚子
- 「かすかべ書店」ベテラン店員・中村 - 稀代桜子
- 青年・山田ジョン - 山口勝平
- 髭の浪人、悪役ロボット - 大塚芳忠
- リング・スノーストーム、吹雪丸の母 - 佐久間レイ
- 春日吹雪丸 - 浦和めぐみ
- エンジ - 茶風林 ※ED表記なし。
- 雪乃 - 水谷優子
- フリードキン珠死朗、アクション仮面 - 玄田哲章
- またたび猫ノ進、カンタムJr. - 戸谷公次
- ダイアナお銀 - 萩森侚子
- 雲黒斎 - 加藤精三
- ヒエール・ジョコマン - 富山敬

## スタッフ
| 原作                 | 臼井儀人 |
| 演出                 | 原恵一 |
| 作画監督             | 原勝徳 堤規至 |
| 美術監督             | 野村可南子 中村隆 |
| 撮影監督             | 高橋秀子 |
| ねんどアニメ         | 石田卓也 |
| 音楽                 | 荒川敏行 |
| 録音監督             | 大熊昭 |
| 編集                 | 岡安肇 小島俊彦 中葉由美子 村井秀明 川崎晃洋 三宅圭貴 |
| プロデューサー       | 茂木仁史 太田賢司 堀内孝 |
| 監督                 | 本郷みつる |
| 脚本・絵コンテ       | 本郷みつる 原恵一 |
| 設定デザイン         | 湯浅政明 |
| 美術設定             | 星野直美 |
| キャラクターデザイン | 原勝徳 |
| 原画                 | 林静香 高倉佳彦 湯浅政明 末吉裕一郎 西村博之 大塚正実 |
| 原画                 | 木上益治 岡田幸子 市川修 松山正彦 安藤真裕 松下浩美 |
| 原画                 | 黒沢守 清水洋 木村陽子 若松孝思 松本朋之 門脇孝一 原勝徳 つつみのりゆき                                                                                     |
| 色彩設計             | 野中幸子 |
| 特殊効果             | 土井通明 |
| 動画チェック         | 小原健二 |
| 演出助手             | 水島努 |
| 動画                 | 京都アニメーション 中峰ちとせ 上宇都辰夫 日下岳史 奥野隆弘 東野伊佐子 佐々木郁子 川村恵美 渡邊岳泰 島美子 池田和美 藤野京子 武口つるみ                      |
| 動画                 | じゃんぐるじむ 斉藤徳明 黒川祥一 妻藤一治 高津元弘 山代康規 森口真希 原田一男 松田博美 針金屋英郎 山形孝二 長谷川哲也 田中富美代 茂木琢次 西沢登美江 宮井誠 |
| 仕上げ検査           | 松谷早苗 堀越智子 |
| 仕上げ               | 京都アニメーション 中西恵子 石田朋子 辻本和代 西原直美 今泉さとみ 柴田邦浩 藤本さおり 江田美穂子 野田頼子 近藤弘子                                          |
| 仕上げ               | ライトフット 上野実 山本美香 黒木智子 井口美幸 今泉ひろみ 杉山珠樹 シマスタジオ 長田美弥子 菅美幸 佐々木正子 小林めぐみ 三関江美 小浦千代美 楠本みゆき      |
| 背景                 | スタジオユニ 天水勝 古谷彰 明石聖子 池田玲子 吉川洋史 宮前光春 市谷正夫 西村康浩                                                                            |
| 背景                 | アトリエローク 星野直美 沼井信朗 浜名お孝 工藤剛一 高野正道                                                                                                 |
| 撮影                 | 旭プロダクション 梅田俊之 市川智 柴田三千代 福田寛 大森美奈子 大石英勝 大矢創太 伊東美紀 熊沢麻美 沢田進矢 榊原広 長谷川洋一                                |
| エリ合成             | 渡辺由利夫 末弘孝史 |
| 効果                 | フィズサウンドクリエイション 松田昭彦 |
| 録音スタジオ         | APUスタジオ |
| 整音                 | 柴田信弘 内山敬章 |
| 録音制作             | オーディオ・プランニング・ユー |
| タイトル             | 道川昭 |
| 現像                 | 東京現像所 |
| 制作デスク           | 小澤恵 飯草良花 |
| 制作進行             | 魁生聡 和田泰 斉藤敦 別紙直樹 |
| 連載                 | 双葉社 WEEKLY漫画アクション クレヨンしんちゃん特集号 |
|                      | ドルビーステレオ 一部上映館を除く |
| 技術協力             | 森幹生 コンチネンタルファーイースト株式会社 |
| 制作                 | シンエイ動画 ASATSU テレビ朝日 |
|                      | ©臼井儀人/双葉社・シンエイ・テレビ朝日 1995 |

## 主題歌
- オープニング「オラはにんきもの」
  - 作詞 - 里乃塚玲央 / 作曲 - 小杉保夫 / 編曲 - 加藤みちあき / 歌 - 野原しんのすけ（矢島晶子）
- エンディング「たすけてケスタ」
  - 作詞 - 井上望 / 作曲 - 小杉保夫 / 編曲 - 林有三 / 歌 - 杉本幸子

## その他
- ゲームソフト『クレヨンしんちゃん 嵐を呼ぶ シネマランドの大冒険!』において雲黒斎の野望ステージとしてゲーム化した際に、ヒエール・ジョコマンはボスとして登場したが、声の担当である富山敬が既に亡くなっているため、変更されている。ただし、移植作である『クレヨンしんちゃん 嵐を呼ぶ シネマランド カチンコガチンコ大活劇!』では本作の音声を流用している。
- 本作に登場した吹雪丸は、以後アニメ・漫画本編においてよしいうすとの漫画「少年忍者吹雪丸」の主人公として度々登場する。
- オウム真理教の麻原彰晃による地震発生予言（4月15日予言）がデマとなって拡散され、「1995年4月15日の新宿で何かが起こる」とされたため、新宿コマ東宝での公開初日の初回上映時の観客動員数が2人にとどまった[4]。
- 劇場公開時に存在していた、ヒエール・ジョコマンによって作り変えられた現代世界でのサブリミナル効果を多用したギャグ（劇中のテレビ番組の映像に断続的に雲国斎の目玉マークのカットが一瞬表示される）が、公開年に発生したオウム真理教事件の影響で翌年のテレビ放送及びビデオ・DVDでは削除された。この映像は本作がフィルムで再上映される際に確認することができる[5][信頼性要検証]ほか、2015年12月現在Amazonビデオで配信されている本作の映像[6]においても、該当シーンが劇場公開時そのままの形で視聴可能である。
- 演出を担当した原恵一は、吹雪丸にかなり入れ込んでおり劇中では殺陣の描写などでその様子が窺える。

## 映像ソフト
- VHS - 1996年4月25日にバンダイビジュアルより発売
- DVD - 2004年4月23日にバンダイビジュアルより発売
- Blu-ray - 2022年12月23日にバンダイビジュアルより発売